# USS Segundo (SS-398)
USS Segundo (SS-398) là một  tàu ngầm lớp Balao được Hải quân Hoa Kỳ chế tạo trong Chiến tranh Thế giới thứ hai. Nó là chiếc tàu chiến duy nhất của Hải quân Hoa Kỳ được đặt cái tên này, theo tên một loài thuộc họ Cá khế tại vùng biển Caribe. Nó đã phục vụ trong suốt Thế Chiến II, thực hiện được năm chuyến tuần tra, đánh chìm hai tàu Nhật Bản với tổng tải trọng 4.665 tấn. Sau khi xung đột chấm dứt, nó được nâng cấp trong khuôn khổ Chương trình Ống hơi Hạm đội để tiếp tục phục vụ trong các cuộc Chiến tranh Triều Tiên và Chiến tranh Lạnh cho đến năm 1970. Con tàu cuối cùng bị đánh chìm như một mục tiêu vào năm 1970. Segundo được tặng thưởng bốn Ngôi sao Chiến trận do thành tích phục vụ trong Thế Chiến II, và thêm một Ngôi sao Chiến trận khác khi hoạt động tại Triều Tiên.

## Thiết kế và chế tạo
Thiết kế của lớp Balao được cải tiến dựa trên  tàu ngầm lớp Gato dẫn trước, là một kiểu tàu ngầm hạm đội có tốc độ trên mặt nước cao, tầm hoạt động xa và vũ khí mạnh để tháp tùng hạm đội chiến trận. Khác biệt chính so với lớp Gato là ở cấu trúc lườn chịu áp lực bên trong dày hơn, và sử dụng thép có độ đàn hồi cao (HTS: High-Tensile Steel), cho phép lặn sâu hơn đến 400 ft (120 m). Con tàu dài 311 ft 9 in (95,02 m) và có trọng lượng choán nước 1.526 tấn Anh (1.550 t) khi nổi và 2.424 tấn Anh (2.463 t) khi lặn. Chúng trang bị động cơ diesel dẫn động máy phát điện để cung cấp điện năng cho bốn động cơ điện, đạt được công suất 5.400 shp (4.000 kW) khi nổi và 2.740 shp (2.040 kW) khi lặn, cho phép đạt tốc độ tối đa 20,25 hải lý trên giờ (37,50 km/h) và 8,75 hải lý trên giờ (16,21 km/h) tương ứng. Tầm xa hoạt động là 11.000 hải lý (20.000 km) khi đi trên mặt nước ở tốc độ 10 hải lý trên giờ (19 km/h) và có thể hoạt động kéo dài đến 75 ngày.
Tương tự như lớp Gato dẫn trước, lớp Balao được trang bị mười ống phóng ngư lôi 21 in (530 mm), gồm sáu ống trước mũi và bốn ống phía phía đuôi tàu, chúng mang theo tối đa 24 quả ngư lôi. Vũ khí trên boong tàu gồm một hải pháo 4 inch/50 caliber, một khẩu pháo phòng không Bofors 40 mm nòng đơn và một khẩu đội Oerlikon 20 mm nòng đôi, kèm theo hai súng máy .50 caliber. Trên tháp chỉ huy, ngoài hai kính tiềm vọng, nó còn trang bị ăn-ten radar SD phòng không và SJ dò tìm mặt biển. Tiện nghi cho thủy thủ đoàn bao gồm điều hòa không khí, thực phẩm trữ lạnh, máy lọc nước, máy giặt và giường ngủ cho hầu hết mọi người, giúp họ chịu đựng cái nóng nhiệt đới tại Thái Bình Dương cùng những chuyến tuần tra kéo dài đến hai tháng rưỡi.
Segundo được đặt lườn tại Xưởng hải quân Portsmouth ở Kittery, Maine vào ngày 14 tháng 10, 1943. Nó được hạ thủy vào ngày 5 tháng 2, 1944, được đỡ đầu bởi bà John L. Sullivan, phu nhân ngài Trợ lý Bộ trưởng Ngân khố Hoa Kỳ và sau này là Bộ trưởng Hải quân Hoa Kỳ. Con tàu được cho nhập biên chế cùng Hải quân Hoa Kỳ vào ngày 9 tháng 5, 1944 dưới quyền chỉ huy của Hạm trưởng, Thiếu tá Hải quân James Douglas Fulp, Jr.

## Lịch sử hoạt động

### 1944
Sau khi hoàn tất việc trang bị và thử máy của xưởng tàu, Segundo đi đến Căn cứ Tàu ngầm Hải quân New London vào ngày 15 tháng 6, 1944 để bắt đầu huấn luyện. Nó khởi hành vào ngày 26 tháng 6 để đi sang khu vực Thái Bình Dương ngang qua kênh đào Panama, có chặng dừng tại Balboa, Panama cho đến ngày 9 tháng 7, và đi đến Trân Châu Cảng vào ngày 25 tháng 7. Chiếc tàu ngầm tiếp tục huấn luyện nâng cao và thực hành ngư lôi trong những tuần lễ tiếp theo.

#### Chuyến tuần tra thứ nhất
Rời Trân Châu Cảng vào ngày 20 tháng 8 cho chuyến tuần tra đầu tiên trong chiến tranh, Segundohoạt động trong thành phần một đội tấn công phối hợp ("Bầy sói") vốn còn bao gồm các tàu ngầm Seahorse (SS-304) và Whale (SS-239). Đơn vị được tiếp thêm nhiên liệu tại Saipan vào ngày 3 tháng 9, rồi đi đến khu vực tuần tra tại Philippines gần eo biển Surigao. Không tìm thấy mục tiêu có giá trị, nó kết thúc chuyến tuần tra tại căn cứ Majuro thuộc quần đảo Marshall vào ngày 21 tháng 10.

#### Chuyến tuần tra thứ hai
Trong chuyến tuần tra thứ hai từ ngày 16 tháng 11, 1944 đến ngày 5 tháng 1, 1945, Segundo hoạt động phối hợp cùng "Bầy sói", vốn bao gồm các tàu ngầm Trepang (SS-412) và Razorback (SS-394) tại eo biển Luzon và khu vực biển Đông. Vào chiều tối ngày 6 tháng 12, họ phát hiện một đoàn bảy tàu buôn được các tàu vũ trang hộ tống. Đợt tấn công ban đêm phối hợp của ba chiếc tàu ngầm đã đánh chìm các tàu buôn: Fukuyo Maru, Jinyo Maru, Banshu Maru số 31, Yasukuni Maru, Shinto Maru và Keijo Maru. Quay trở về căn cứ tại Guam, nó được bảo trì và tiếp liệu cặp bên mạn tàu tiếp liệu tàu ngầm Apollo (AS-25).

### 1945

#### Chuyến tuần tra thứ ba
Segundo phối hợp cùng các tàu ngầm Razorback và Sea Cat trong chuyến tuần tra thứ ba từ ngày 1 tháng 2, 1945 tại khu vực biển Hoa Đông. Tại vùng nước nông gần bờ biển Triều Tiên vào ngày 6 tháng 3, nó phóng ngư lôi tấn công một tàu nhỏ nhưng tất cả đều bị trượt; bốn ngày sau đó bốn quả ngư lôi lại được phóng ra nhắm vào một tàu cỡ trung từ khoảng cách 1.000 yd (900 m) nhưng cũng không trúng đích. Trong một đợt tấn công ban đêm nhắm vào một tàu chở hàng vào ngày 11 tháng 3, hai quả trong loạt ngư lôi đã trúng đích, một quả phía đuôi và một quả trúng vào giữa tàu đã khiến chiếc Shori Maru (3.087 tấn) đắm trong vòng hai phút tại tọa độ 34°29′B 127°55′Đ / 34,483°B 127,917°Đ. Nó kết thúc chuyến tuần tra tại Trân Châu Cảng vào ngày 26 tháng 3, và ở lại cảng một tháng để nghỉ ngơi và bảo trì.

#### Chuyến tuần tra thứ tư
Trong chuyến tuần tra thứ tư, Segundo được phân công làm nhiệm vụ tìm kiếm và giải cứu cho đến ngày 16 tháng 5, khi nó đi đến khu vực tuần tra tại biển Hoa Đông. Vào ngày 29 tháng 5, nó đánh chìm bảy tàu buồm hai cột buồm (khoảng 100 tấn mỗi chiếc) bằng hải pháo. Hai ngày sau đó nó phóng hai quả ngư lôi đánh chìm một tàu bốn cột buồm (khoảng 1.250 tấn). Chiếc tàu ngầm lại đánh chìm một tàu nhỏ bằng hải pháo vào ngày 3 tháng 6, và đến ngày 9 tháng 6 tiếp tục dùng hải pháo tiêu diệt hai tàu tuần tra. Trong đêm 11 tháng 6, nó phóng ngư lôi đánh chìm tàu chở hàng Fukui Maru số 2 (1.578 tấn) tại tọa độ 37°11′B 123°23′Đ / 37,183°B 123,383°Đ. Nó kết thúc chuyến tuần tra tại căn cứ Midway.

#### Chuyến tuần tra thứ năm
Lên đường vào ngày 10 tháng 8 cho chuyến tuần tra cuối cùng trong chiến tranh, Segundo hoạt động khu vực biển Okhotsk. Sau khi Nhật Bản chấp nhận đầu hàng vào ngày 15 tháng 8, giúp chấm dứt vĩnh viễn cuộc xung đột, nó được lệnh đi đến vịnh Tokyo vào ngày 24 tháng 8. Đang trên đường hướng xuống phía Nam vào ngày 29 tháng 8, nó phát hiện qua radar chiếc I-401, một  tàu ngầm lớp I-400 vốn là những tàu ngầm lớn nhất thế giới vào lúc đó. Segundo ra tín hiệu buộc I-401 dừng lại, và sau quá trình thương lượng của đại diện hai bên, Segundo áp giải I-401 về Tokyo, tiến vào vịnh Sagami vào ngày 31 tháng 8, nơi I-401 chính thức đầu hàng và lá cờ Hoa Kỳ được treo lên tàu.

### 1945 – 1953
Rời vịnh Tokyo vào ngày 3 tháng 9, Segundo quay trở về Hoa Kỳ ngang qua Trân Châu Cảng. Nó được điều về Hải đội Tàu ngầm 3 và hoạt động từ cảng nhà San Diego, California. Vào năm 1946 nó thực hiện chuyến đi kéo dài ba tháng sang Australia và Trung Quốc, cùng một chuyến đi khác sang Trung Quốc trong năm 1948.
Khi Chiến tranh Triều Tiên bùng nổ vào tháng 6, 1950, Segundo đang có mặt tại viễn Đông. Nó đã hỗ trợ cho hoạt động của lực lượng Liên Hiệp Quốc tại Triều Tiên từ tháng 7 đến tháng 9, 1950 trước khi quay trở về San Diego vào cuối tháng 11.
Vào năm 1951, Segundo được nâng cấp và trang bị ống hơi trong khuôn khổ Chương trình GUPPY tại Xưởng hải quân San Francisco. Sau khi hoàn tất nó quay trở lại hoạt động từ cảng nhà cho đến ngày 15 tháng 8, 1952, khi lên đường hỗ trợ cho hoạt động của Đệ Thất hạm đội tại Triều Tiên; đợt biệt phái này kết thúc vào ngày 16 tháng 2, 1953.

### 1953 – 1970
Trong suốt 16 năm tiếp theo, Segundo tiếp tục hoạt động dọc vùng bờ Tây từ cảng nhà San Diego, và hầu như hàng năm đều được biệt phái sang hoạt động cùng Đệ Thất hạm đội tại khu vực Tây Thái Bình Dương. Trong chuyến đi xuất phát vào ngày 27 tháng 11, 1956, nó đã ghé đến Trân Châu Cảng, Yokosuka, Nhật Bản; Hong Kong; vịnh Subic và Manila, Philippines cùng vịnh Buckner, Okinawa. Sau đó nó tuần tra tại vùng biển Bắc Thái Bình Dương trước khi quay trở lại Yokosuka.
Vào tháng 7, 1970, một ủy ban thanh tra xác định Segundo không còn  phù hợp để tiếp tục phục vụ. Nó được cho xuất biên chế vào ngày 1 tháng 8, 1970, và rút tên khỏi danh sách Đăng bạ Hải quân vào ngày 8 tháng 8, 1970. Sau cùng nó bị tàu ngầm Salmon (SSR-573) đánh chìm như một mục tiêu thực hành.

## Phần thưởng
Segundo được tặng thưởng bốn Ngôi sao Chiến trận do thành tích phục vụ trong Thế Chiến II, và thêm một Ngôi sao Chiến trận khác khi hoạt động tại Triều Tiên. Nó được ghi công đã đánh chìm hai tàu Nhật Bản với tổng tải trọng 4.665 tấn.
|                                                       |  |             |
| Bronze star · Bronze star · Bronze star · Bronze star |  | Bronze star |

| Dãi băng Hoạt động Tác chiến                                            | Dãi băng Hoạt động Tác chiến         | Huân chương Chiến dịch Hoa Kỳ        | Huân chương Chiến dịch Hoa Kỳ                            |
| Huân chương Chiến dịch Châu Á-Thái Bình Dương với 4 Ngôi sao Chiến trận | Huân chương Chiến thắng Thế Chiến II | Huân chương Chiến thắng Thế Chiến II | Huân chương Phục vụ Triều Tiên với 1 Ngôi sao Chiến trận |